# ابرهارد وایزه
ابرهارد وایزه (آلمانی: Eberhard Weise؛ زادهٔ ۳ اوت ۱۹۵۳) ورزشکار بابسلد اهل آلمان بود.